# Rikugun Ki-93
Le Rikugun Ki-93 (キ93は en japonais) était un prototype d'avion de chasse lourd japonais de la Seconde Guerre mondiale, conçu par l'Institut de recherche aéronautique de l'armée (Rikugun Kokugijutsu Kenkyujo). Destiné à des rôles de destruction de bombardiers et de lutte anti-navire, il était équipé de canons de gros calibre. Le Ki-93, alimenté par deux moteurs radiaux Mitsubishi Ha-214 de 1 970 chevaux, ne vola que lors d'un unique essai le 8 avril 1945. Après un atterrissage raté, l'appareil fut endommagé, puis détruit par un bombardement américain avant de pouvoir être réparé. Un seul prototype fut construit avant l'annulation du projet.

## Historique
- 1930 - Fin des années 1930

L'armée impériale japonaise met en place sa composante aérienne, le Rikugun Kôkû Bûtai, et assure la formation des équipages et des techniciens, avec son propre centre d'essais, le Kokû Shinsabu.
- 1943 - Février

Le projet du Ki-93 débute, bien qu'il soit encore sur la planche à dessin, avec des travaux qui s'etrnisent près d'un an et demi. La désignation Ki-93 est attribuée.
- 1945 - Mars

Le premier prototype du Ki-93 est enfin livré, bien que des retards importants aient été justifiés par les conditions de guerre et des exigences techniques complexes.
- 8 avril 1945

Le vol inaugural du premier prototype a lieu. À l'atterrissage, une vitesse trop élevée entraîne un accident, provoquant un retard dans les essais d'un mois.
- 1945 - Mai

Le bombardement allié des installations de Tachikawa entraîne la destruction du hangar abritant le premier prototype ; l'avancement du projet devient alors impossible. La capitulation japonaise survient avant que le second prototype ne puisse effectuer son vol inaugural.
- 1946

Après la guerre, le second prototype aurait peut-être été saisi et testé en vol par les militaires américains.
- 1949

Le Ki-93 est ferraillé et c'est la fin de son existence dans les archives militaires.

## Caractéristiques
| Caractéristique             | Détail |
| --------------------------- | --- |
| Type d'avion                | Chasseur lourd monomoteur monoplan biplace bimoteur. |
| Moteur                      | Mitsubishi Ha-214, 18 cylindres en double étoile, entraînant une hélice de 3,80 m.                                                                            |
| Puissance développée        | 2 400 ch au décollage, 1 970 ch à 2 500 tr/min à 1 500 m, 1 730 ch à 2 500 tr/min à 8 300 m.                                                                  |
| Canon principal             | 1 canon Ho-402 de 57 mm (20 obus), en gondole sous le cockpit.                                                                                                |
| Canons secondaires          | 2 canons Ho-2 de 20 mm dans l'emplanture des ailes (300 obus).                                                                                                |
| Mitrailleuse arrière        | 1 mitrailleuse Type-1 Ho-103 de 12,7 mm (400 cartouches). |
| Charge offensive            | 2 bombes de 250 kg. |
| Vitesse maximale            | 625 km/h à 8 300 m. |
| Vitesse de croisière        | 350 km/h au niveau de la mer. |
| Temps de montée             | 3 000 m en 4', 6 000 m en 9'30". |
| Plafond pratique            | 12 050 m. |
| Rayon d'action              | 3 000 km (6 heures d'endurance). |
| Envergure                   | 19,00 m. |
| Longueur                    | 14,20 m. |
| Hauteur                     | 4,85 m. |
| Surface alaire              | 54,75 m². |
| Masse à vide                | 7 685 kg. |
| Masse maximale au décollage | 10 665 kg. |
| Origine                     | Développé par le Rikugun Kôkûgijutsu Kenkyûjô avec l'assistance de Tachikawa.                                                                                 |
| Contexte                    | Développé pour attaquer des cibles lourdement protégées et intercepter des bombardiers. Premier prototype livré en mars 1945 ; vol inaugural le 8 avril 1945. |
| Destin tragique             | Retardé par un accident et les bombardements alliés détruisant le prototype. Second prototype non opérationnel avant la capitulation japonaise.               |
| Post-guerre                 | Possible test par les Américains en 1946, ferraillé en 1949.                                                                                                  |
| Protection renforcée        | Blindage du cockpit et des moteurs, verrière frontale de 70 mm, réservoirs auto-obturants.                                                                    |
| Équipage                    | Biplace dos à dos dans un cockpit fermé avec excellente visibilité.                                                                                           |
| Train d'atterrissage        | Tricycle entièrement rétractable. |